# Norddeutsche Volkszeitung
Die Norddeutsche Volkszeitung war von 1885 bis 1941 sowie von 1949 bis 1971 eine Zeitung in Bremen-Nord.

## Geschichte
Die Wochenzeitschrift für Vegesack und Umgebung, ab 1873 Vegesacker Wochenblatt, bestand nach der Aufhebung der Pressezensur von 1849 bis 1885 als ein „Intelligenzblatt“ und wurde vom Druckereibesitzer Johann Friedrich Rohr (1816–1878) herausgegeben. Rohr stammte aus dem Emsland und wohnte seit 1847 in Vegesack. Sein Sohn Friedrich Rohr (1850–1913) modernisierte 1873 den Betrieb. 1849 wurden wöchentlich 195 Exemplare vertrieben. 1853 gestattete der Senat, dass das Blatt zweimal und ab 1873 dreimal in der Woche erschien.

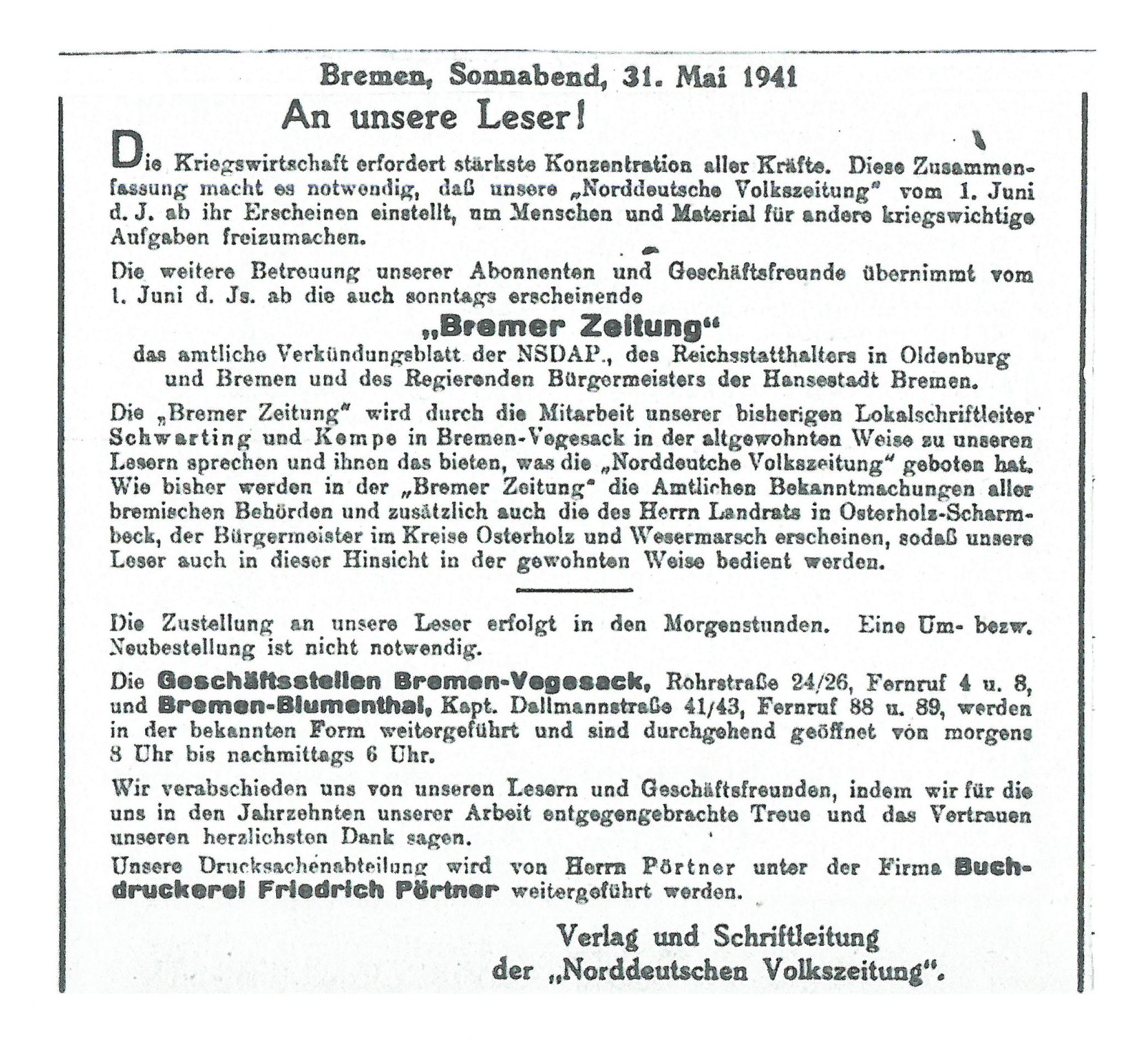
Norddeutsche Volkszeitung 31. Mai 1941

Die erste Norddeutsche Volkszeitung gab es nunmehr täglich von 1885 bis 1941 als Weiterführung des Vegesacker Wochenblatts und wurde in der heutigen Rohrstraße gedruckt. Die Zeitung hatte 1940 eine Auflage von 14.700 Exemplaren. Die Gesellschafter des Verlages, Johann Schnibbe, Friedrich Pörtner und Alfons Vortisch als Geschäftsführer überstellten die Druckmaschinen von Blumenthal nach Vegesack. Einen Tag danach verfügte die Reichspressekammer die Schließung, und das Blatt ging am 1. Juni 1941 in dem NSDAP-Blatt Bremer Zeitung auf.

Die Blumenthaler Zeitung von 1913 des Verlegers Rudolf Steinbeck wurde in der heutigen Kapitän-Dallmann-Straße 41–43 gedruckt und um 1928/30 an den Druckereibesitzer Friedrich Pörtner und den Kaufmann Johann Schnibbe verkauft. Das Blatt hieß ab 1933 Nordwestdeutsche Landeszeitung und hatte drei Nebenausgaben als Grohn-Aumunder Anzeiger, Lesum-Burgdammer Nachrichten und Stedinger Landeszeitung. Sie war ab 1933 zudem mit der Osterholz-Scharmbecker Zeitung verbunden. 1939 verlangte der Bremer Senat die Zusammenlegung der Zeitungen in Bremen-Nord. Deshalb ging die Nordwestdeutsche Landeszeitung 1940 in der Norddeutschen Volkszeitung auf.
Die zweite Norddeutsche Volkszeitung gab es erneut ab 1949 mit einer Auflage von zunächst 7900 Exemplaren. Sie wurde vom Pörtner-Verlag unter Franz Heinrich Rohr in Blumenthal, Kapitän-Dallmann-Straße 41–43, gedruckt und herausgegeben.

Seit 1971 heißt sie Die Norddeutsche mit dem Untertitel Vegesacker Zeitung und sie war nun eine Mantelzeitung der Bremer Nachrichten (BN). 1974 übernahm der Weser-Kurier (WK) die Bremer Nachrichten. Sie ist seitdem eine Regionalteil des Weser-Kuriers und der Bremer Nachrichten des Verlages Bremer Tageszeitungen. Der Titel Nord-Kurier wurde vom WK um 2010 aufgegeben.